# PUREX

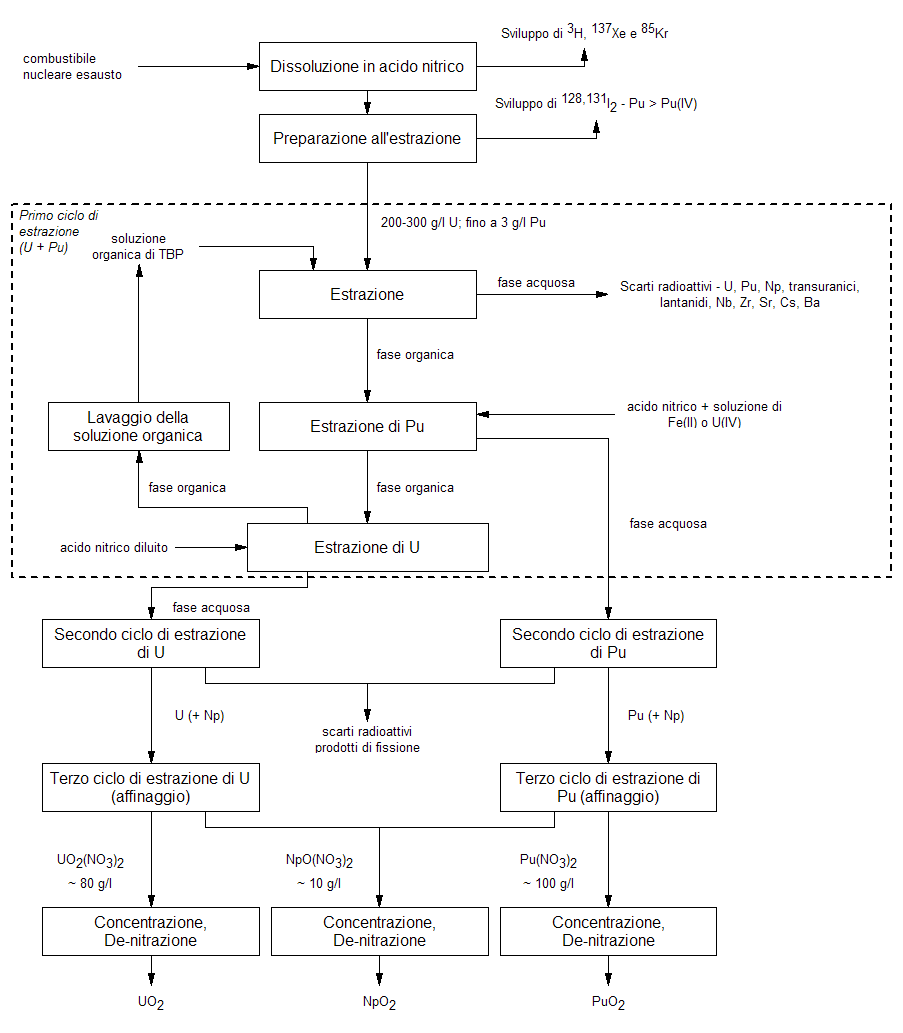
Schema a blocchi del processo PUREX

PUREX è un processo tecnologico di recupero di uranio e plutonio dal combustibile nucleare esaurito basato sull'estrazione liquido-liquido.
L'acronimo sta per l'espressione inglese plutonium and uranium recovery by extraction, ovvero "recupero di uranio e plutonio per estrazione".
Il combustibile esausto - uranio e plutonio inquinati dai prodotti delle loro fissioni - viene disciolto in acido nitrico e la soluzione viene filtrata, in modo da rimuovere le particelle solide rimaste insolute che potrebbero disturbare l'estrazione successiva, stabilizzando l'eventuale formazione di un'emulsione.
Il combustibile viene disciolto ottenendo una soluzione che, a seconda del grado di bruciamento del combustibile, contiene circa 250-300 g/L di uranio, fino a 3 g/L di plutonio e fino a 100 mg/L di nettunio.
L'azione ossidante dell'acido nitrico provoca lo sviluppo di vapori di iodio elementare (I2) e l'ossidazione del plutonio allo stato di ossidazione +4, per il quale l'efficienza dell'estrazione è massima.
Per trattamento con una soluzione al 30% di tributilfosfato (TBP) in cherosene, vengono quindi estratti l'uranio ed il plutonio, che passano nella fase organica in forma di ioni complessi metallo-tributilfosfato, mentre gli altri elementi rimangono nella fase acquosa nitrica. L'efficienza dell'estrazione è favorita da alte concentrazioni di acido nitrico.
Durante la prima fase di estrazione nella fase organica migrano uranio, nettunio, plutonio, gli attinoidi americio e curio ed una serie di prodotti di fissione (terre rare, rutenio, zirconio, niobio, etc.). Per aumentare la purezza in uranio e plutonio, la fase organica viene successivamente lavata con soluzioni di acido nitrico e nitrato d'ammonio; in questo modo uranio e plutonio restano nella fase organica, mentre una parte significativa dei prodotti di fissione viene allontanata.
Successivamente viene condotta la separazione di uranio e plutonio. L'impianto si compone di due zone, una dove avviene la separazione vera e propria ed una successiva in cui il plutonio viene lavato dall'uranio non separato. La separazione viene operata tramite un'estrazione con una soluzione acquosa di sali di ferro(II) o uranio(IV), che riducono il plutonio allo stato di ossidazione +3 rimuovendolo - insieme a parte dell'uranio - dalla fase organica. La purificazione della soluzione di plutonio avviene nella seconda zona, per estrazione con altra soluzione organica fresca che verrà combinata alla fase organica proveniente dall'estrazione precedente.
La fase organica da cui è stato estratto il plutonio, che ora contiene principalmente il complesso di uranio, viene quindi lavata con acido nitrico diluito; l'uranio passa nella fase acquosa, mentre la fase organica si avvia ad essere riciclata per essere impiegata in una nuova estrazione.
A questo primo ciclo di separazione ne segue generalmente un secondo (ed in alcuni impianti anche un terzo, detto di affinaggio) allo scopo di allontanare ulteriormente le tracce dei prodotti di fissione e del plutonio residuo e aumentare la purezza dell'uranio recuperato (fino a 10 ppm di plutonio nell'uranio). Le operazioni sono analoghe a quelle del primo ciclo. 
Dal secondo (o dal terzo) ciclo di separazione si ottengono soluzioni di nitrato di uranile e di nitrato di plutonio che vengono successivamente convertite in diossido di uranio e diossido di plutonio.